# Raggedy Ann
Raggedy Ann é uma personagem criada pelo escritor americano Johnny Gruelle (1880-1938), que figura em uma série de livros infantis escritos e ilustrados por ele. Raggedy Ann é uma boneca de pano de cabelos de lã vermelha e um nariz triangular.
Gruelle criou Raggedy Ann como um brinquedo em 7 de setembro de 1915, pelo qual recebeu a patente US D47789, e foi apresentada ao público no livro de 1918 Raggedy Ann Stories.
Quando a boneca foi comercializada com o livro, o conceito teve grande sucesso. Uma continuação, Raggedy Andy Stories (1920), apresentou o personagem Raggedy Andy, irmão da boneca. Outros personagens, como Beloved Belindy, uma boneca negra, foram apresentados como brinquedos e personagens em livros.

## Origens
Os detalhes exatos da origem de Raggedy Ann e histórias relacionadas não são especificamente conhecidos, embora numerosos mitos e lendas sobre as origens da boneca tenham sido amplamente repetidos. Patricia Hall, historiadora e biógrafa de Gruelle, observa que os bonecos "se encontraram no centro de vários ciclos de lendas - grupos de histórias que, embora contenham núcleos de verdade, são mais mitos do que história. O que torna isso ainda mais intrigante é o fato de que Johnny Gruelle, inconscientemente ou com o grande senso de humor pelo qual era conhecido, iniciou muitas dessas lendas, algumas das quais são continuamente repetidas como a história factual de Raggedy Ann e Andy."
Hall explica ainda que, de acordo com um mito muitas vezes repetido, a filha de Gruelle, Marcella, trouxe do sótão da avó uma boneca de pano sem rosto no qual o artista desenhou um rosto, e que Gruelle sugeriu que a avó de Marcella costurasse um botão de sapato no lugar de um olho perdido. Hall diz que essa suposta ocorrência teria acontecido entre 1900 e 1914, com o local dado variadamente como no subúrbio de Indianápolis, Indiana,  no centro de Cleveland, Ohio ou na zona rural de Connecticut. O mais provável, como relatou a esposa de Gruelle, Myrtle, é que seu marido tenha recuperado uma boneca de pano caseira esquecida há muito tempo do sótão da casa de seus pais em Indianápolis, por volta da virada do século XX antes da filha do casal nascer. Embora o incidente não tenha sido confirmado, Myrtle Gruelle relembrou: "Havia algo que ele queria no sótão. Enquanto procurava por isso, encontrou uma velha boneca de pano que sua mãe fizera para sua irmã. Ele disse que a boneca daria uma boa história." Myrtle Gruelle também indicou que seu marido "manteve [a boneca] em sua mente até que tivéssemos Marcella. Ele se lembrou quando a viu brincar de boneca .... Ele escreveu as histórias em torno de algumas das coisas que ela  fazia. Ele costumava ter ideias ao observá-la."

## Nome
Em 17 de junho de 1915, pouco depois de apresentar seu pedido de patente para o design da boneca, Johnny Gruelle solicitou uma marca registrada para o nome Raggedy Ann, que ele criou combinando palavras de dois poemas de James Whitcomb Riley," The Raggedy Man " e " Little Orphan Annie ". (Riley era um poeta  conhecido de Indiana, amigo da família Gruelle e vizinho dos anos em que residiam em Indianápolis.) O Escritório de Patentes dos EUA registrou o pedido de registro de Gruelle (107328) para o nome Raggedy Ann em 23 de novembro de 1915.

## Primeiros livros e design de bonecos
Raggedy Ann Stories (1918), escrito e ilustrado por Johnny Gruelle e publicado pela PF Volland Company, foi o primeiro de uma série de livros sobre a boneca de pano seus amigos. A primeira edição do livro também incluiu a versão de Gruelle das origens da boneca e histórias relacionadas. Dois anos após a publicação do primeiro livro de Raggedy Ann, Gruelle apresentou o irmão de Raggedy Ann, Raggedy Andy, em Raggedy Andy Stories (1920).

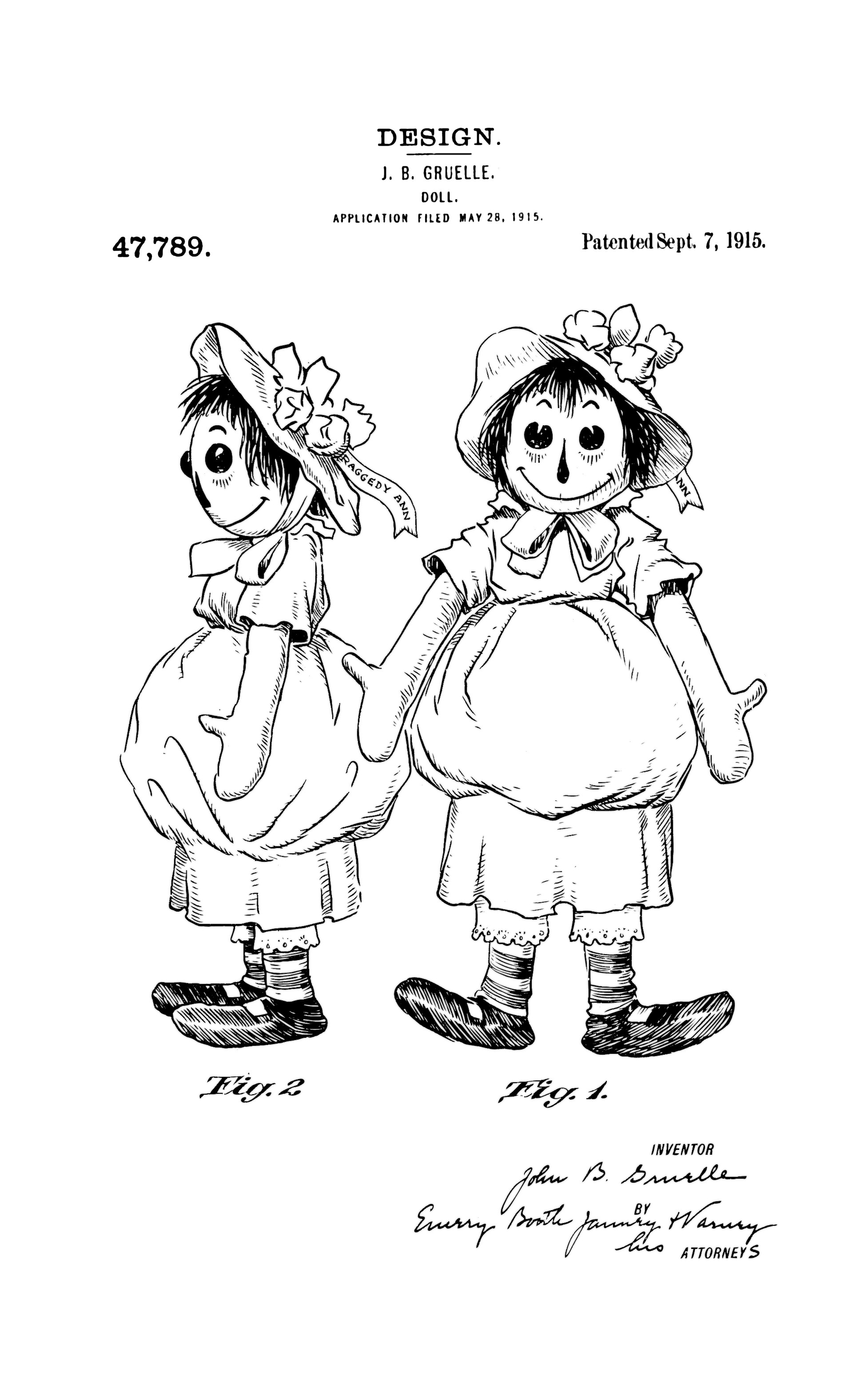
Design de Patentes dos EUA de Gruelle para o que ficou conhecido como o boneco Raggedy Ann

## Legado
No final da década de 1940, as vendas de livros relacionados com Raggedy Ann excederam 7 milhões de cópias. A Bobbs-Merrill Company de Indianápolis tornou-se a editora autorizada e licenciadora de obras literárias relacionadas a Raggedy Ann em 1962, e a Knickerbocker Toy Company começou a fabricar as bonecas Raggedy Ann e Andy no início dos anos 1960. Simon & Schuster e a Hasbro reivindicam a propriedade das marcas registradas dos nomes Raggedy Ann e Raggedy Ann e Andy.  A Patente E.U.A. D47 789 para o projeto de boneca de 1915, bem como os livros Raggedy Ann Stories (1918) e Raggedy Andy Stories (1920), são de domínio público, seus direitos autorais expiraram.  
Os bonecos Raggedy Ann e Raggedy Andy e seus objetos relacionados tornaram-se itens de colecionadores muito requisitados. Além dos bonecos e livros, outros itens relacionados continuam a ser produzidos, incluindo adaptações das histórias em histórias em quadrinhos, gravações de áudio, filmes de animação e produções de televisão e teatro.

## Homenagens
A boneca Raggedy Ann foi introduzida no National Toy Hall of Fame em Rochester, Nova York, em 27 de março de 2002. Raggedy Andy foi introduzido 5 anos depois, em 8 de novembro de 2007.

## Livros relacionados
Johnny Gruelle, criador de Raggedy Ann, escreveu e / ou ilustrou dezenas de obras relacionadas. Muitos outros livros foram lançados e, em alguns casos, creditados a Gruelle após sua morte em 1938. Além disso, numerosos trabalhos foram escritos e / ou ilustrados por outros, como Ethel Hays, que ilustrou a maior parte das histórias relacionadas publicadas a partir de 1944.

### Escrito e ilustrado por Johnny Gruelle
- Raggedy Ann Stories (1918)[18]
- Raggedy Andy Stories (1920)[18]
- Raggedy Ann and Andy and the Camel with the Wrinkled Knees (1924)[19]
- Raggedy Andy's Number Book (1924)[20]
- Raggedy Ann's Wishing Pebble (1925)[20]
- Raggedy Ann's Alphabet Book (1925)[20]
- Beloved Belindy (1926)[18]
- The Paper Dragon: A Raggedy Ann Adventure (1926)[21]
- Raggedy Ann's Fairy Stories (1928)[22]
- Raggedy Ann's Magical Wishes (1928)[18]
- Marcella: A Raggedy Ann Story (1929)[23]
- Raggedy Ann in the Deep Deep Woods (1930)[20]
- Raggedy Ann's Sunny Songs (1930)[24]
- Raggedy Ann in Cookie Land (1931)[18]
- Raggedy Ann's Lucky Pennies (1932)[25]
- Raggedy Ann Cut-Out Paper Doll (1935)[25]
- Raggedy Ann's Little Brother Andy Cut-Out Paper Doll (1935)[26]
- Raggedy Ann in the Golden Meadow (1935)[27]
- Raggedy Ann and the Left-Handed Safety Pin (1935)[18]
- Raggedy Ann's Joyful Songs (1937)[28]
- Raggedy Ann and Maizie Moocow (1937)[25]
- Raggedy Ann and Andy's Very Own Fairy Stories (1970)[22]

### Escritos por Johnny Gruelle; ilustrados por outros
- Raggedy Ann in the Magic Book (1939)[29]
- Raggedy Ann and the Laughing Brook (1940)[30]
- Raggedy Ann and the Golden Butterfly (1940)[31]
- Raggedy Ann and the Hoppy Toad (1940)[30]
- Raggedy Ann Helps Grandpa Hoppergrass (1940)[30]
- Raggedy Ann in the Garden (1940)[30]
- Raggedy Ann Goes Sailing (1941)[30]
- The Camel with the Wrinkled Knees (1941)[30]
- Raggedy Ann and Andy and the Nice Fat Policeman (1942)[32]
- Raggedy Ann and Betsy Bonnet String (1943)[33]
- Raggedy Ann in the Snow White Castle (1946)[34]
- Raggedy Ann's Adventures (1947)[35]
- Raggedy Ann and the Slippery Slide (1947)[35]
- Raggedy Ann's Mystery (1947)[35]
- Raggedy Ann at the End of the Rainbow (1947)[35]
- Raggedy Ann and Marcella's First Day At School (1952)[36]
- Raggedy Ann's Merriest Christmas (1952)[36]
- Raggedy Andy's Surprise (1953)[36]
- Raggedy Ann's Tea Party (1954)[37]
- A Puzzle for Raggedy Ann and Andy (1957)[38]
- Raggedy Ann's Secret (1959)[39]
- Raggedy Ann's Christmas Surprise (ca. 1960)[40]
- Raggedy Ann's Stories to Read Aloud (1960)[38]
- Raggedy Ann and the Golden Ring (1961)[41]
- Raggedy Ann and the Hobby Horse (1961)[41]
- Raggedy Ann and the Happy Meadow (1961)[41]
- Raggedy Ann and the Wonderful Witch (1961)[41]
- Raggedy Ann and Andy and the Kindly Ragman (1975)[42]
- Raggedy Ann and Andy and the Witchie Kissabye (1975)[42]

### Adaptações atribuídas a Gruelle, ou baseadas em seus trabalhos
- Raggedy Ann and Andy—with Animated Illustrations (1944)[43]

### Escrito por outros; ilustrado por Gruelle e / ou outros
- The Bam Bam Clock, by J. P. McEvoy, Illustrated by Johnny Gruelle, P. F. Volland Co., 1920 (Later issued by Algonquin Publishing, circa 1936)
- Raggedy Ann and the Tagalong Present (1971)[44]
- Raggedy Andy's Treasure Hunt (1973)[44]
- Raggedy Ann's Cooking School (1974)[45]
- Raggedy Ann and Andy's Cookbook (1975)[46]
- Raggedy Granny Stories (1977)[47]
- Raggedy Ann and Andy's Sewing Book (1977)[48]

## Outras adaptações
Muitas adaptações subsequentes dos livros de Raggedy Ann e Andy foram publicadas, além dos personagens que aparecem em outros formatos de mídia.

### Filmes e curtas-metragens animados
- Fleischer Studios/Famous Studios:
  - Raggedy Ann and Raggedy Andy (1941)[49]
  - Suddenly It's Spring (1944)[49]
  - The Enchanted Square (1947)[49]
- Raggedy Ann &amp; Andy: A Musical Adventure (1977)[50][51]

### Teatro / Palco
- Raggedy Ann and Andy (1981) [52]
- Raggedy Ann: The Musical Adventure (1986) [53]

### Televisão
- Raggedy Ann and Andy in The Great Santa Claus Caper (1978)[54]
- Raggedy Ann and Andy in The Pumpkin Who Couldn’t Smile (1979)[55]
- The Adventures of Raggedy Ann and Andy (1988–1990)[56]
- Raggedy Ann and Andy and the Camel with the Wrinkled Knees[57]

## Na cultura popular
- Um balão de Raggedy Ann estreou na parada do dia de Ação de Graças da Macy em 1984, sendo desfilado por dois anos.[58]
- A boneca Annabelle, supostamente amaldiçoada, é uma boneca Raggedy Ann.[59]